# 리처드 리브스
리처드 리브스(Richard Reeves, 1912년 8월 10일 ~ 1967년 3월 17일)는 미국의 배우, 텔레비전 배우이다.

## 영화
- 파리넬리 (1994년)
- 데이브 (1993년)
- 빌리 더 키드 버서스 드라큐라 (1966년)
- 내 사랑 지니 (1965년)
- 헤럼 스케럼 (1965년)
- 걸 해피 (1965년)
- 몬스터 가족 (1964년)
- 미스터 에드 (1961년)
- 블루 하와이 (1961년)
- 추격 (1959년)
- 보난자 (1959년)
- 앤티 맘 (1958년)
- 조로 (1957년)
- 페리 메이슨 (1957년)
- 딜론 보안관 (1955년)
- 샤이안 (1955년)
- 타잔 - 고든 스콧 편 1 (1955년)
- 타겟 어스 (1954년)
- 슈퍼맨 - 54년작 2 (1954년)
- 달려라 래시 (1954년)
- 세인트 루이스의 자랑 (1952년)
- 왈가닥 루시 (1951년)
- 딕 트레이시 - 1950년 시리즈 (1950년)
- 론 레인저 - 49년 시리즈 (1949년)
- 디스 이즈 더 아미 (1943년)